# Simon Melander
Simon Melander, född 8 februari 1684 i Nyköping, död 26 maj 1762 i Gävle, var en svensk präst och riksdagsman.

## Biografi
Simon Melander var son till prosten i Nyköping Magnus Johannis Melander och Christina Frondin. Genom faderns mormor var han ättling till Olaus Martini och Bureätten, modern var faster till Elias Frondin och professor Eric Melander hans bror. Han började sina studier 1697, blev magister 1710, blev 1715 rektor för Klara skola och 1717 rektor för trivialskolan i Stockholm. 1727 blev Melander kyrkoherde i Enköpings församling och kontraktsprost, men överflyttade 1740 till Gävle församling som kyrkoherde och kontraktsprost.
Melander var riksdagsman 1738.
1740 anmälde han till konsistoriet att han översatt Benjamin Hoadlys "sätt och manér att behaga Gud under Christo Evangelio" från franska till svenska, vilket torde ha orsakat befordringen till Gävle.
Melander var gift med Daniel Djurbergs dotter. Deras son Daniel adlades Melanderhjelm och sonen Magnus Melander var häradshövding i Västmanland.